# د پریتی رکلس
پریتی رِکْلِس (به انگلیسی: The Pretty Reckless) یک گروه راک آمریکایی از شهر نیویورک است که در سال ۲۰۰۹ تأسیس شد. گروه متشکل از تیلور مامسن (خواننده‌ی اصلی، گیتار ریتم)، بن فیلیپس (لید گیتار، خوانندهٔ پس‌زمینه)، مارک دیمون (بیس) و جیمی پرکینز (درامز) است.